# 西鉄博多駅
西鉄博多駅（にしてつはかたえき）は、かつて西日本鉄道（西鉄）宮地岳線（現・貝塚線）に存在したターミナル駅。福岡市の博多地域の東端（現在の博多区千代町千鳥橋）に存在した。

## 概要
宮地岳線が博多湾鉄道汽船によって建設された際、まさに博多側の起点ということで、既に国鉄博多駅が存在したことから新博多駅（しんはかたえき）の名で開業した。1942年（昭和17年）に、同社が西日本鉄道へ統合された際、西鉄博多駅に改称した。
作家の夢野久作は、昭和初期に福博電車（後の西鉄福岡市内線）から、よくこの駅で博多湾鉄道に乗り換えたという。
だが1954年（昭和29年）、当駅 - 貝塚駅間は宮地岳線名義のまま電圧600 V・1435 mm 軌間・複線に改良され、事実上福岡市内線に編入、同時に新博多駅に名称が戻された。その際、駅舎も撤去された。その後1963年（昭和38年）に千鳥橋駅に改称され、1964年（昭和39年）には福岡市内線循環線の新博多駅前電停も千鳥橋電停に改称された。1979年（昭和54年）の福岡市内線全廃の際に千鳥橋 - 貝塚間も廃止され、それにより廃駅となった。

## 歴史
- 1924年（大正13年）5月13日：新博多駅として開業[1]。
- 1942年（昭和17年）9月22日：西鉄博多駅に改称。
- 1954年（昭和29年）3月5日：福岡市内線への編入に伴い新博多駅に改称。
- 1963年（昭和38年）12月1日：千鳥橋駅に改称。
- 1979年（昭和54年）2月11日：廃止[2]。

## 駅跡
西日本鉄道千代自動車営業所（後に西鉄バス千代自動車営業所）の構内ならびに駐車場となったが、2010年（平成22年）に廃止、施設はそのまま西鉄観光バス千代支社に転用されていたが、2015年（平成27年）8月1日に閉鎖され、2025年（令和7年）時点では、セブン-イレブン博多千代5丁目店やはま寿司博多千代店等数店の店舗が所在している。

## 隣の駅
西日本鉄道
宮地岳線（※福岡市内線編入前）
西鉄博多駅 - 箱崎宮前駅
福岡市内線（※福岡市内線廃止直前）
千鳥橋 - 馬出三丁目